# Одеська АТЕЦ
 Оде́ська АТЕЦ  — недобудована атомна теплоелектроцентраль, розташована поруч з містом Теплодар Одеської області в Україні біля Барабойського водосховища за 25 км на захід від Одеси. Два енергоблоки з реакторами ВВЕР-1000 повинні були виробляти електроенергію для одеського регіону, а також забезпечувати теплом Одесу, Чорноморськ і Теплодар. Планова електрична потужність станції становить 2000 МВт, теплова — 6000 МВт. Проектуванням станції займався Київенергопроект.

## Історія будівництва
Теплодар, як і АТЕЦ, почали будувати на початку 1980-х. Після аварії на Чорнобильській АЕС будівництво АТЕЦ зупинили.

## Перспективи відновлення будівництва
Від 2022 року НАЕК «Енергоатом» веде дискусії з приводу відновлення будівництва АТЕЦ.

## Інформація про енергоблоки
| Енергоблок | Тип реакторів | Потужність | Потужність | Початок будівництва                                   | Підключення до мережі                                 | Введення в експлуатацію                               | Закриття                                              |
| Енергоблок | Тип реакторів | Чистий     | Брутто     | Початок будівництва                                   | Підключення до мережі                                 | Введення в експлуатацію                               | Закриття                                              |
| ---------- | ------------- | ---------- | ---------- | ----------------------------------------------------- | ----------------------------------------------------- | ----------------------------------------------------- | ----------------------------------------------------- |
| Одеса-1    | ВВЕР-1000/320 | 900 МВт    | 940 МВт    | Підготовка до будівництва припинена наприкінці 1980-х | Підготовка до будівництва припинена наприкінці 1980-х | Підготовка до будівництва припинена наприкінці 1980-х | Підготовка до будівництва припинена наприкінці 1980-х |
| Одеса-2    | ВВЕР-1000/320 | 900 МВт    | 940 МВт    | Підготовка до будівництва припинена наприкінці 1980-х | Підготовка до будівництва припинена наприкінці 1980-х | Підготовка до будівництва припинена наприкінці 1980-х | Підготовка до будівництва припинена наприкінці 1980-х |